# Now (musikalbum)
Now är ett musikalbum av Shania Twain, utgivet 2017. Albumet är Twains femte studioalbum och det första på 15 år, sedan albumet Up! (2002). Albumets första singel "Life's About to Get Good" släpptes den 15 juni 2017.

## Låtlista
1. "Swingin' with My Eyes Closed" (Twain)
2. "Home Now" (Twain)
3. "Light of My Life" (Twain)
4. "Poor Me" (Twain)
5. "Who's Gonna Be Your Girl" (Twain)
6. "More Fun" (Twain)
7. "I'm Alright" (Twain)
8. "Roll Me on the River" (Twain)
9. "We Got Something They Don't" (Twain)
10. "You Can't Buy Love" (Twain)
11. "Life's About to Get Good" (Twain)
12. "Soldier" (Twain)